# فیلتس
فیلتس (به آلمانی: Filz) یک شهر در آلمان است که در کوخم-تسل واقع شده‌است.